# Jules Bosmant
Jules Bosmant (nom de naissance Jules Adolphe Jean Bosman) né le 24 avril 1893 à Liège et décédé en avril 1975 dans sa ville natale, est un écrivain, critique d’art, et conservateur de musée belge.

## Biographie

### Jeunesse, formation et Première Guerre mondiale (1893-1924)
Le père de Jules Bosmant est ouvrier ciseleur mais finira par occuper le poste de directeur commercial d’une firme spécialisée dans les appareils d’éclairage. Jules Bosmant étudie et se prépare à être instituteur,. Quand la Première Guerre mondiale éclate en 1914, il est mobilisé comme brancardier,. Il est fait prisonnier et libéré en 1915,. Il achève néanmoins sa formation d’instituteur durant la guerre et entame, après l’Armistice, une carrière dans l’enseignement.
Pendant l’entre-deux-guerres, il se lie d'amitié avec Victor Bohet, professeur à l’université, et ils seront parmi les fondateurs du Comité de vigilance des intellectuels antifascistes (CVIA) et de la Ligue contre le racisme et l’antisémitisme en Belgique,. Il est introduit par Victor Bohet dans la franc-maçonnerie en 1920 et il se marie en 1921.

### Le critique d'art et l'écrivain (1924-1939)
Sa carrière de critique d’art démarre en 1924 grâce à deux amis : Arsène Heuse et Maurice Kunel. Ces derniers créent un hebdomadaire artistique et littéraire, Liège-Echos, qui va se publier jusqu'en 1934. Jules Bosmant y collabore dans la section de critique d’art,. Durant cette période, il devient proche de nombreux artistes de Liège.
Il suit également le cours d’Art wallon dispensé à l’Université de Liège par Olympe Gilbart dont il devient l’ami. Il est conférencier, notamment lors du congrès international des Amitiés françaises en 1930. La même année, il publie le livre La peinture et la sculpture au pays de Liège de 1793 à nos jours qui lui a couté « six ans de travail nocturne et de vacances sacrifiées » mais est gratifié du prix Rouveroy,.
En 1932, il devient président-fondateur du cercle l’Art vivant au Pays de Liège, et met sur pied un salon d’art wallon contemporain,. Il est beaucoup aidé dans cette « écrasante besogne » par le peintre Robert Crommelynck. Il reste étroitement lié avec ce dernier pendant longtemps et lui consacre en 1933 une monographie. Il continue son activité comme écrivain : il publie Histoires d’hier pour ceux d’aujourd’hui en 1935 puis Les grands hommes de la Révolution liégeoise de 1789 en 1939,.

### Participation à la vente publique d'«Art dégénéré» de Lucerne (1939)
Le 30 juin 1939, à Lucerne, le marchand d’art Theodor Fischer met aux enchères cent vingt-cinq œuvres étiquetées comme « Art dégénéré » qui sont expulsées des musées allemands par le gouvernement du Troisième Reich,,,,. Seize des quatre-vingt-cinq lots adjugés sont acquis par des institutions belges, dont neuf par la ville de Liège : La maison bleue de Marc Chagall, La Mort et les Masques de James Ensor, Le sorcier d'Hiva Oa de Paul Gauguin, Monte-Carlo d’Oskar Kokoschka, Portrait de jeune fille de Marie Laurencin, Le Cavalier sur la plage de Max Liebermann, Chevaux au pâturage de Franz Marc, Le déjeuner de Jules Pascin et La Famille Soler de Pablo Picasso,,,,.
Dans une interview de mai 1974, que Jacques Parisse reprend dans son ouvrage de 1975 Actuel XX : la peinture à Liège au XXe siècle, Jules Bosmant se remémore comment il apprit la célébration de cette vente aux enchères : « J'avais lu en 39 dans Comoedia ou dans Le Figaro - je ne sais plus exactement - que Hitler ferait mettre en vente à Lucerne un certain nombre de toiles de peintres modernes qualifiés par lui « d'artistes dégénérés » ! J'ai écrit pour obtenir le catalogue que vous avez sous les yeux et qui coûtait à l'époque quatre-vingt francs ! » Armé de cette information, Jules Bosmant annonce en mai 1939 la vente à Auguste Buisseret, échevin de l’Instruction publique et des Beaux-Arts de la ville de Liège,. Sa démarche est supportée par Jacques Ochs, directeur de l’Académie royale des beaux-arts et du Musée des Beaux-Arts depuis 1934,.
Jean-Patrick Duchesne détaille le montage financier, et les acteurs qui y participent, qui résulte de l'initiative de Jules Bosmant et Jacques Ochs et va permettre de financer les achats de la ville de Liège lors de la vente de Lucerne,: « Sans tergiverser, Auguste Buisseret parvient à convaincre un groupe de mécènes. Identifiés sous le nom d'Amis des Musées liégeois et représentés par le baron Paul de Launoit, patron du groupe Cofinindus-Brufina-Banque de Bruxelles (second holding du pays, après la Société générale) et de la Société Ougrée-Marihaye (fleuron de l’industrie métallurgique nationale), ainsi que par Louis Lepage, fondateur, entre autres, de la Société belge de l'Azote, ces bienfaiteurs s'engagent à mettre à la disposition de la ville la somme de cinq millions de francs belges (l'équivalent de plus de 3.800.000 euros d’aujourd’hui, et de 754.774 francs suisses d’alors), à titre de don ou d'avance. [...] Buisseret parvient même in extremis le 26 juin à persuader Jules Duesberg, nouveau ministre de l'Instruction publique (nommé le 16 avril) et recteur de l'Université de Liège, d'allouer une subvention nouvelle d'un million et demi de francs. C'est finalement l'avant-veille de la vente que le Conseil communal approuve, à l'unanimité (y compris cinq voix rexistes !), l'octroi d'une subvention de 1.750.000 francs belges et la fixation définitive du montage financier de l'opération : la contribution de la Ville est fixée à 35 % des dépenses, dont 30 % sont en outre garantis par l'État et 35 % par les mécènes privés, ces derniers avançant la totalité des sommes requises, comme convenu initialement. »
Jules Bosmant est envoyé à Lucerne par Auguste Buisseret pour repérer les œuvres,,, avec une lettre de recommandation pour Louis Hautecoeur, conservateur du musée du Luxembourg à Paris, qui est l'expert envoyé par la France. Sur place, Jules Bosmant effectue un rapport détaillé sur l'estimation et l'état des œuvres, il rencontre des experts suédois, américains, anglais, français et suisses, et enfin il participe aux négociations entreprises avec les acheteurs potentiels afin « de délimiter [...] les secteurs d'intérêt de chacun et de modérer ainsi les enchères, et dès lors d'alimenter le moins possible, en devises étrangères, le trésor nazi »,,. Il revient ensuite à Liège et collabore aux derniers préparatifs avant la vente publique, à laquelle il ne peut malheureusement pas assister : « Je n'avais pas pu assister à la vente. Je le regrettais ayant tout préparé puisque j'en avais été à la fois l'initiateur et l'expert ». Auguste Buisseret, Olympe Gilbart et Jacques Ochs se rendent à Lucerne et y achètent en représentation de la ville de Liège les neuf tableaux mentionnés pour la somme de 850.000 francs. Une fois la vente aux enchères achevée, Auguste Buisseret envoie une carte postale à Jules Bosmant qui se termine par ces mots : « triomphe où vous avez une large part ».

### Seconde Guerre mondiale (1939-1945)
Le début de la Seconde Guerre mondiale oblige Jules Bosmant à fuir la Belgique. Au terme d'un périple mouvementé, il se réfugie à Toulouse, puis dans le Tarn-et-Garonne. Après la défaite française, il rentre à Liège. Son épouse et lui-même se voient infliger une retenue de trois mois de traitement. La situation financière du couple devient très difficile.
Il entre dans la Résistance et il est membre fondateur du Front de l’Indépendance,. Ses prises de position antinazie le placent sous la surveillance de l’occupant, ce qui mène à son arrestation le 22 juin 1941,. Il est mis en détention à la citadelle de Huy, où il reste deux mois. Il est le compagnon de détention de Julien Lahaut et, en dépit de sérieuses divergences, une certaine forme de respect va finir par s'établir entre les deux hommes. Une fois libéré, il rejoint les rangs des Milices patriotiques et il est reconnu, après la Libération, comme résistant armé.

### Le conservateur du Musée des Beaux-Arts et partisan de la cause wallonne (1945-1970)
Une fois la Seconde Guerre mondiale terminée, il participe à la « courte aventure » du quotidien bruxellois L’Éclair. Sa vie professionnelle change alors radicalement grâce aux conseils avisés d'Auguste Buisseret : « Ne rentrez pas dans l’enseignement. [...] Votre place est au musée. Tout est à réorganiser. Vous y ferez de la bonne besogne. Vous serez nommé conservateur-adjoint. Jacques Ochs, conservateur en titre, est tout à fait d’accord. » Il est nommé conservateur-adjoint des Musées des Beaux-Arts de la ville de Liège, puis conservateur en titre en 1948, et enfin conservateur en chef en mai 1952,,. Jules Bosmant joue un rôle prépondérant dans la promotion de l'art contemporain et l'art wallon en région liégeoise.  De façon plus concrète, il est l'un des principaux promoteurs de l’ouverture du Musée de l’Art wallon à Liège, qui a lieu en mai 1952, et dont il dira: « Le musée de l’art wallon devrait devenir un musée national, où l’Art wallon prouvera son existence par sa prise de conscience et par la présence de ses témoins les plus authentiques. »
Bien que sa formation spécifique se limite à des cours suivis à l’École du Louvre et à un certificat de l’Université de Liège pour le cours d’histoire de l’art wallon d'Olympe Gilbart, son rôle en tant que conservateur est néanmoins facilité grâce aux nombreuses connexions qu'il a tissées aux fils des ans avec maints artistes : Max Ernst, Georges Braque, Fernand Léger, Victor Vasarely, Édouard Pignon, Alberto Magnelli, Óscar Domínguez, Léon Gischia, Jacques Hérold, Félix Labisse, Serge Poliakoff et bien d’autres.
En plus de son activité comme conservateur, il poursuit son action comme critique d’art et écrivain : il est l'auteur de nombreuses monographies de l'art belge entre 1948 et 1967 (Auguste Donnay, Richard Heintz, Auguste Mambour, Robert Massart, Jacques Ochs, Jean Rets),,,.
En 1952, Rosa Decoster, son épouse depuis trente-trois ans avec qui il a eu un fils, Louis, et une fille, Colette, décède. Jules Bosmant se remarie sept ans plus tard avec Alice Saucin, elle-même veuve d'Olympe Gilbart.
Jules Bosmant s'implique également avec la cause wallonne,: il est présent au Congrès national wallon (Liège, octobre 1945), commissaire du Conseil national wallon de la Radiodiffusion (1946), signataire du Manifeste des Intellectuels wallons et flamands (3 décembre 1952), membre actif du deuxième Congrès culturel wallon (octobre 1955) et il est l’un des 645.499 signataires du pétitionnement fédéraliste wallon de l’automne 1963 dans la défense de la cause fouronnaise. Bien qu'il ne se lance pas sur le terrain politique, il exprime continuellement son attachement à la France dans l’ensemble de ses activités,.

### Les dernières années (1970-1975)
À la fin de sa vie, il rassemble ses Souvenirs d’un ancien Belge, dans un livre écrit en 1970-1971 qui est paru en 1974, et il participe, en 1972, à la rédaction de la Monographie de l'art wallon dédiée à Jean Donnay, au coté d'Arsène Soreil, Georges Comhaire, Francis Vanelderen et Jean Servais,.
Il jette sur son passé personnel et l'ensemble de son œuvre un regard critique : « J’ai publié dix-sept volumes et plus de 1800 articles. Cet amas de chose imprimée m’a valu ce qu’on appelle poliment un succès d’estime et une notoriété… modestement locale ! Mais quoi ? J’ai fait ce que j’aimais, ce à quoi je me croyais voué. »

## Œuvre

### Livres
- La peinture et la sculpture au Pays de Liège de 1793 à nos jours, Liège, Mawet éditeur, 1930[1],[2],[4],[10].
- Richard Heintz : peintre de l'Ardenne, Liège, Imprimerie Bénard, 1933[4],[10].
- Robert Crommelynck, Verviers, Éditions de l'Avant-poste, 1933[1],[4].
- Histoires d'hier pour ceux d'aujourd'hui, Liège, Éditions Desoer, 1935[1],[4],[10].
- Commémoration du 150me anniversaire de la révolution liégeoise: les grands Hommes de la révolution liégeoise de 1789, Liège, Édition du Comité La Ruelle, 1939[1],[4].
- Le paysan, Bruxelles, Éditions du cercle d'art, 1948[4].
- Monographies de l'art belge : Richard Heintz, Anvers, De Sikkel pour le Ministère de l'instruction publique, 1948[1],[2],[4],[10].
- Monographies de l'art belge : Jacques Ochs, Anvers, De Sikkel pour le Ministère de l'instruction publique, 1949[1],[2],[4],[10].
- Le Musée des beaux-arts de Liège (collection Images de Belgique), Bruxelles, Ch. Dessart, 1952[4],[10].
- Catalogue des Peintures, Liège, Musée d'Art Wallon, 1954[4].
- Catalogue des Sculptures, Liège, Musée d'Art Wallon, 1958[4].
- Monographies de l'art belge : Robert Massart, Bruxelles, Elsevier pour le Ministère de l'e̓́ducation nationale et de la culture, 1961[1],[2],[4],[10].
- Monographies de l'art belge : Jean Rets, Bruxelles, Éditions Meddens pour le Ministère de l'é̓ducation nationale et de la culture, 1963[1],[2],[4],[10].
- Monographies de l'art belge : Auguste Mambour, Bruxelles, Éditions Meddens pour le Ministère de l'e̓́ducation nationale et de la culture, 1965[1],[2],[4],[10].
- Monographies de l'art belge : Auguste Donnay, Bruxelles, Éditions Meddens pour le Ministère de l'éducation nationale et de la culture, 1967[1],[4],[10].
- Monographies de l'art wallon : Jean Donnay, peintre et graveur, Andenne, Rémy Magermans imprimeur-éditeur, 1972 (co-auteur avec Arsène Soreil, Georges Comhaire, Francis Vanelderen et Jean Servais)[4],[10].
- Souvenirs d’un ancien Belge, Liège, Les Lettres belges, 1974[1],[2],[4].

### Catalogues d'exposition
- Hommage à la Résistance Liégeoise, la peinture française de David à Picasso, et l'art Wallon contemporain, exposition au Musée des beaux-arts (Liège) du 1er juin au 15 juillet, Liège, Ville de Liège, 1946[4].
- Rétrospective Adrien Dupagne, exposition au Musée des beaux-arts (Liège) du 21 février au 21 mars, Liège, Ville de Liège, 1948[4].
- Artistes wallons contemporains, exposition aux Musées de l'État (Luxembourg) du 12 novembre au 4 décembre, Bruxelles, Ministère de l'Instruction publique de Belgique, 1949[4].
- Quelques artistes wallons contemporains, exposition au Musée d'Art Moderne (Paris) du 11 janvier au 12 février 1950, Bruxelles, Ministère de l'Instruction publique de Belgique, 1950[4].
- Rétrospective Adrien de Witte, exposition au Musée des beaux-arts (Liège) du 14 octobre au 12 novembre, Liège, Ville de Liège, 1950[4].
- Rétrospective Albert Lemaître : peintures, aquarelles, pastels, exposition au Musée des beaux-arts (Liège) du 15 novembre au 12 décembre, Liège, Ville de Liège, 1952[4].
- Rétrospective Robert Massart, exposition au Musée des beaux-arts (Liège) du 11 mai au 11 juin, Liège, Ville de Liège, 1957[10].
- Jean Del Cour 1651-1707, exposition à l'Hôtel de ville (Liège) du 29 septembre au 20 octobre, Liège, Ville de Liège, 1957[4].
- Rétrospective Jean Donnay, exposition au Musée des beaux-arts (Liège) du 23 novembre 1957 au 5 janvier 1958, Liège, Ville de Liège, 1957[10].
- Rétrospective Edgar Scauflaire, exposition au Musée des beaux-arts (Liège), Liège, Ville de Liège, 1958[4],[10].
- Rétrospective Jean Rets, exposition au Musée des beaux-arts (Liège) du 17 mars au 23 avril, Liège, Ville de Liège, 1972[4].

## Prix et distinctions
Jules Bosmant reçoit diverses distinctions au cours de sa carrière:
- Chevalier de l'ordre de Léopold[11];
- Officier de l'ordre de la Couronne[11];
- Chevalier de la Légion d'honneur (France)[11];
- Officier de l'Instruction publique[11];
- Chevalier de l'ordre Polonia Restituta[12];
- Médaille commémorative de la guerre 1939-1945[12];

Il est également titulaire de la Croix de l'Yser.